# Львовская православная богословская академия
Льво́вская правосла́вная богосло́вская акаде́мия (укр. Львівська православна богословська академія; ЛПБА) — высшее богословское учебное заведение Православной Церкви Украины, расположенное во Львове. Готовит священнослужителей, сотрудников синодальных и епархиальных управлений и миссий для ПЦУ. При академии действует церковно-археологический музей, в котором хранятся ценные экспонаты и проводятся тематические выставки.

## История
5 июня 1990 года Всеукраинский Собор УАПЦ принял решение о создании во Львове духовной семинарии, которое должно было готовить священников, церковнослужителей и других церковных работников для всех областей Украины. Первоначально Львовская духовная семинария разместилась в помещениях детского лагеря «Матери и ребёнка» в Брюховичах и начала функционировать с сентября 1990 года.
Согласно решению Священного Синода УАПЦ, первым ректором Семинарии стал настоятель Свято-Успенского храма во Львове, кандидат богословских наук, митрофорный протоиерей Виталий Политыло, инспектором — протоиерей Ярослав Ощудляк. По словам последнего: «Преподавательский состав был немногочисленным, но полным энтузиазма, надежды на милосердие Божие и страстной преданности своему делу. Это были: митрофорный протоиерей Созонт Чобич, митрофорный протоиерей Ростислав Процюк, митрофорный протоиерей Михаил Фецюх, митрофорный протоиерей Владимир Хрептак, митрофорный протоиерей Ростислав Свистун, митрофорный протоиерей Владимир Дадак, митрофорный протоиерей Игорь Швец, протоиерей Ярослав Дуда, протоиерей Евгений Толочкевич, протоиерей Василий Ховзун, священник Мирослав Микуш, Зенон Щур, Богдан Геревьянко, Николай Ярмолюк, Наталья Царёва. Работать приходилось в крайне тяжелых условиях: не было ни достойных помещений, ни трапезной, ни, самое главное, соответствующей библиотеки. Книги, пособия и учебники покупали за личный счет преподаватели. Они же, известными только им путями, доставали и переводили на украинский язык все нужные конспекты, некоторыми из них наша Школа пользуется по сей день. Богослужебную практику студенты проходили в Свято-Введенском храме в Брюховичах, где я был настоятелем. Жили в спальном комплексе детского лагеря. Там же питались тем, что жертвовали приходские священники и местные миряне».
После объединительного собора УПЦ и УАПЦ, состоявшегося в июне 1992 года, духовная семинария перешла оказалась юрисдикции УПЦ КП. После фактического отделения УАПЦ от Киевского Патриархата в 1993 году семинария осталась в составе Киевского Патриархата.
В 1993 года распоряжением представителя президента Украины во Львовской области Львовской духовной семинарии была передана часть (левое крыло и храм) больничного комплекса Львовской инфекционной больницы — бывшего монастыря францисканок Святых Даров по ул. Лысенко, 43. Этот комплекс является памятником архитектуры XIX века местного значения. В годы советского господства этот комплекс подвергся многочисленным разрушениям, особенно его кровля. Все помещения были в очень плохом техническом состоянии и нуждались в капитальном ремонте. Работы по восстановлению помещений и храма проводились средствами семинарии и силами студентов.
В декабре 1996 году согласно ходатайству архиепископа Львовского и Сакальского Андрея (Горака) Синод УПЦ КП принял решение об открытии во Львове духовной академии. Она расположилась в тех же помещениях, что и семинария, что создавало много неудобств, поскольку помещений было слишком мало, не было соответствующей кухни, трапезной, библиотеки и др. Поэтому благодаря неустанной работе и непрерывным ходатайствам администрации духовных школ решением исполкома Львовского городского совета в 1998 году в пользование духовной семинарии было передано и правое крыло комплекса, которое ранее принадлежало кожвендиспансеру. 28 декабря 1999 года решением председателя Львовской областной государственной администрации весь комплекс зданий был передан в безвозмездную полную собственность Львовским духовный академии и семинарии. Восстановительные работы в помещении правого крыла продолжались до сентября 2002 года.
Летом 2002 года решением Синода ректору академии Виталию Политило было определено стать епископом Полтавским и Кременчугским. На этом же Синоде был назначен новый ректор львовских духовных школ, им стал Ярослав Ощудляк.
В 2002 году в академии было открыто общежитие на 60 мест с комнатой отдыха и новый пищеблок с большой трапезной, в которой проведено звуковое оборудование для чтения житий святых, там же установлен киот с иконами Христа Спасителя, Почаевской иконы Божией матери и святителя Иоанна Златоуста. Фонд библиотеки обогатился до 14 тысяч экземпляров. Особого внимания заслуживает галерея портретов львовских архиереев от Макария Тучапского до митрополита Димитрия Рудюка, аналогов которой во Львовской епархии никогда не было. С сентября 2003 года при Академии начало действовать регентское отделение, которое готовит руководителей хора, псаломщиков с правом преподавания христианской этики в общеобразовательных школа. В том же году был началось издание богословского альманаха «Апологет», где печатались богословско-апологетические и исторические труды, а также проповеди известных проповедников. Основными корреспондентами журнала стали преподаватели и студенты Львовской духовной академии. Сборник выходил с разной периодичностью и распространялся по приходам и духовным школам Украины.
В 2008 году львовские духовные семинария и академия были реорганизованы во Львовскую православную богословскую академию — высшее учебное заведение закрытого типа с пятилетним сроком обучения, которое готовило священнослужителей, сотрудников синодальных и епархиальных управлений и миссий для Украинской Православной Церкви Киевского Патриархата. При основании академии в ней действовало четыре кафедры: Священного Писания Ветхого и Нового Заветов; богословия; церковной истории; общественно-гуманитарных дисциплин. Был создан специализированный учёный совет, который утверждал темы магистерских работ, назначал научных руководителей и консультантов, принимал магистерские работы к защите и проводил эти защиты.
26 ноября 2008 года состоялось открытие Церковно-археологического музея (ЦАМу). В 2009 году были образованы курсы преподавателей христианской этики. Здесь все желающие после 2 лет обучения могут получить диплом для работы в общеобразовательных школах.